# NGC 5182
NGC 5182 est une galaxie spirale barrée située dans la constellation de l'Hydre. Sa vitesse par rapport au fond diffus cosmologique est de 4 658 ± 21 km/s, ce qui correspond à une distance de Hubble de 68,7 ± 4,8 Mpc (∼224 millions d'al). NGC 5182 a été découverte par l'astronome britannique John Herschel en 1834.
La classe de luminosité de NGC 5182 est II-III et elle présente une large raie HI.
À ce jour, cinq mesures non basées sur le décalage vers le rouge (redshift) donnent une distance de 39,525 ± 1,828 Mpc (∼129 millions d'al), ce qui est nettement à l'extérieur des valeurs de la distance de Hubble. Notons que c'est avec la valeur moyenne des mesures indépendantes, lorsqu'elles existent, que la base de données NASA/IPAC calcule le diamètre d'une galaxie et qu'en conséquence le diamètre de NGC 5182 pourrait être d'environ 78,1 kpc (∼255 000 al) si on utilisait la distance de Hubble pour le calculer.

## Groupe de NGC 5152
Selon A. M. Garcia, NGC 5182 fait partie du groupe de NGC 5152. Ce groupe de galaxies compte au moins 16 membres, dont NGC 5124, NGC 5135, NGC 5150, NGC 5152, NGC 5153, IC 4248, IC 4251 et IC 4275.